# Jorge Maestro
Jorge Leonardo Mordkowicz (Buenos Aires, 13 de septiembre de 1951-Buenos Aires, 18 de agosto de 2025),más conocido como Jorge Maestro, fue un guionista argentino.
Trabajó junto a Sergio Vainman durante muchos años; entre 1980 y 1997 realizaron los guiones de Zona de riesgo, Montaña rusa, Clave de Sol, Amigovios, La banda del Golden Rocket, Como pan caliente, Hombre de mar, Gerente de familia y Los machos, entre otros programas. En 2004 fue director de contenidos de ficción en América TV, ocupando el puesto durante solo un año, y luego fue director del departamento de guionistas de telenovelas de Canal 13 de Chile en el período 2005-2006. Fue miembro de la junta directiva de Argentores y director de Audiovisuales del Fondo Nacional de las Artes.
Durante la mayor parte de su carrera como guionista se especializó en telenovelas aptas para todo público, usualmente exitosas en audiencia. Las películas que escribió o coescribió, contaron en general con presupuestos elevados para los estándares del cine argentino, recibieron comentarios negativos o moderados por parte de la crítica, lograron una taquilla aceptable y no participaron en festivales internacionales.

Era el padre de Natalia Mordkowicz, Federico Mordkowicz, Martín Mordkowicz y Tomás Mordkowicz.

## Primeros años
Obtuvo el título de maestro normal nacional en 1969 e inició la carrera de Ciencias de la educación en la Universidad de Buenos Aires. En 1971 asistió al seminario de formación actoral de la Universidad de Buenos Aires. Se formó en dirección teatral y en actuación con el profesor Augusto Fernandes.

## Guiones de cine

### Papá por un día
En 2009 se estrena el largometraje de ficción Papá por un día, que significó el debut de Maestro como guionista cinematográfico. La Dirección estuvo a cargo de Raúl Rodríguez Peila, quien anteriormente había dirigido Dibu 3, la gran aventura y Peligrosa obsesión. El filme fue producido por Carlos Mentasti, célebre por las sagas de Los bañeros más locos del mundo, Los extermineitors y Brigada explosiva.
Logró 480.568 espectadores, alcanzando el lugar número 20 en el ranking de la taquilla argentina de 2009.
El diario La Nación calificó la película como "buena", señalando que "La trama consigue lo que se propuso: entretener con acertados gags y divertidos diálogos y situaciones." Mientras que el crítico cinematográfico Ezequiel Boetti en EscribiendoCine la calificó con una puntuación de 4 sobre 10, afirmando que Papá por un día es "un mejunje fílmico que incluye desde competencias deportivas hasta los peores lugares comunes del cine argentino.", "una concatenación ad infinitum de los peores vicios del cine nacional.", y destacó negativamente "el fibrón grueso con el que los guionistas escribieron a las integrantes femeninas del trío protagónico". También 4 sobre 10 fue la valoración de Diego Battle en OtrosCines, quien señaló que "el guion es de Jorge Maestro y el resultado es bastante decepcionante, inferior -para seguir con su autor- a tiras como 'Pelito', 'La banda del Golden Rocket' o 'Montaña Rusa'." "En este muy flojo film abundan los estereotipos, los lugares comunes, las simplificaciones, las 
superficialidades y los clichés. La trama es poco inspirada, no hay demasiada gracia, ni emoción, ni sensibilidad, ni carnadura humana ni audacia.", agregó Battle. Por su parte, el diario Clarín la calificó como "Regular".

### Cuentos de la selva
En 2010 se estrena Cuentos de la selva, largometraje de animación coescrito junto a Horacio Grinberg, adaptación de la obra homónima de Horacio Quiroga publicada en 1918. Fue el único trabajo de Grinberg como guionista. Los directores, Liliana Romero y Norman Ruiz, habían codirigido previamente Martín Fierro: la película. La taquilla de Cuentos de la Selva fue de 155.958 espectadores.

Leonardo D'Espósito, de la revista Noticias, la calificó con un puntaje de 5 sobre 10, mientras que en el diario Clarín recibió de Miguel Frías una puntuación de 6. Por su parte, Santiago García señaló en el diario Tiempo Argentino que la película, con "un guion torpe y básico hasta superar los límites de lo tolerable, se convierte en una experiencia no solo fallida, sino también muy aburrida.", calificándola con 2 puntos sobre 10. Diego Battle, para OtrosCines, le asignó 4 sobre 10 y opinó que "estos Cuentos de la Selva resultan decididamente aburridos en cuanto a su historia y su narración. El tratamiento carece del humor, de la empatía y de la chispa que un producto infantil (familiar) exige a gritos." En FilmAffinity, la película obtiene una calificación de 2,8 sobre 10.

### La pelea de mi vida
Artículo principal: La pelea de mi vida
Largometraje de ficción de imagen real realizado en 3D, estrenado en 2012. La dirección estuvo a cargo de Jorge Nisco, un director de TV de amplia trayectoria especializado en telenovelas, que incursionó en tres ocasiones en la realización cinematográfica. Al igual que el primer largometraje de Maestro, la película fue producida por Carlos Mentasti. Maestro coescribió el guion junto a su hijo, que en esa ocasión utilizó el nombre artístico de Federico Barenboin. Reunió 83.509 espectadores, ubicándose en el puesto 97 del ranking de la taquilla argentina de 2012.
El crítico cinematográfico Juan Pablo Cinelli escribió en el diario Página/12 que La pelea de mi vida "cae en la manipulación" y presenta actos retorcidos y psicopáticos como si fueran "legítimas manifestaciones de amor". Sobre el uso de la Estereoscopía en el filme, Cinelli agregó que "el recurso del 3D aporta poco y solo parece un intento de aprovechar la popularidad del recurso en la boletería." Su calificación fue de 4 sobre 10. La reseña del diario Clarín consideró que "ni los actores, ni el guionista Jorge Maestro, ni el director Jorge Nisco pretenden mucho más que proyectar en una pantalla grande, en una sala oscura, un programa de televisión de 95 minutos", y la calificó como "una típica película televisiva sin mucho más futuro que el de la taquilla inmediata." En el diario La Nación, Diego Battle señaló la paradoja de que "una película que se promociona con la 'novedad' de la tecnología 3D parece atrasar varias décadas en su propuesta." Y profundizó: "Con estructura dramática, diálogos y actuaciones dignas de un subproducto televisivo, La pelea de mi vida luce como un culebrón mal construido. Cae en los lugares comunes más rancios con los peores recursos. No hay aquí gracia, fluidez, carisma ni inteligencia. Demasiado poco para una película que, por el esfuerzo de su producción y por la popularidad de sus protagonistas, merecía otro resultado final."

### Perdida
Artículo principal: Perdida
Largometraje de ficción estrenado en 2018, de género policial de investigación, adaptación de la novela Cornelia de Florencia Etcheves. Fue dirigido por Alejandro Montiel y coguionado por Maestro, Montiel y Mili Roque Pitt, productora de amplia trayectoria en el cine comercial. La taquilla fue de 274.109 espectadores
La reseña del diario La Nación fue negativa, definiendo al film como "suspenso que no llega a buen puerto". Por su parte, Horacio Bernades argumentó en Página/12 que "un problema de Perdida es la falta de suspenso y tensión. Las incidencias policiales no se viven como algo sorpresivo o shockeante, que ponga el mundo patas arriba, sino como si se tratara de marcar con un tilde cada nueva vuelta de tuerca.", y concluyó que la película "termina pareciéndose más a un trámite que a un film que sorprenda al espectador." También fueron muy negativos los comentarios de Gaspar Zimerman en el diario Clarín, quien subrayó las "flojas actuaciones y un guion cargado de lugares comunes", y expresó que el filme "es tan impersonal que podría suceder en Buenos Aires, Malmö, Milwaukee o cualquier parte, menos en la mente y el cuerpo del público. Perdida carece por completo de algún tipo de creatividad, de mirada propia, de identidad".

## Guiones para cine
| Año  | Película                               | Género            | Notas                                            |
| ---- | -------------------------------------- | ----------------- | ------------------------------------------------ |
| 2012 | La pelea de mi vida                    | Drama             |                                                  |
| 2011 | Verdades verdaderas. La vida de Estela | Drama. Biográfico | En coautoría con María Laura Gargarella          |
| 2009 | Papá por un día                        | Comedia           |                                                  |
| 2009 | Cuentos de la selva                    | Película animada  | Basada en Cuentos de la selva de Horacio Quiroga |
| 2021 | La panelista                           | Comedia negra     |                                                  |

## Guiones de televisión
| Año  | Programa                   | Género             | En coautoría con              | Notas                               |
| ---- | -------------------------- | ------------------ | ----------------------------- | ----------------------------------- |
| 2017 | Vida de película           | Miniserie          |                               |                                     |
| 2015 | Milagros en campaña        | Serie              | Sergio Vainman                |                                     |
| 2014 | Mis amigos de siempre      | Telecomedia        | Claudio Lacelli               |                                     |
| 2013 | Farsantes                  | Telenovela         |                               | Tres episodios                      |
| 2013 | Historia clínica           | Unitario           |                               | Ep: Tita Merello: Cuando yo me vaya |
| 2012 | La pelu                    | Magacín. Comedia   |                               | Ep: Teen Angels                     |
| 2010 | Vidas robadas              | Telenovela         |                               |                                     |
| 2008 | Por amor a vos             | Comedia            | Adriana Lorenzón              |                                     |
| 2006 | Gladiadores de Pompeya     | Comedia            |                               |                                     |
| 2004 | Los machos de América      | Unitario           | Gastón Pessacq                |                                     |
| 2002 | Son amores                 | Comedia            | Ernesto Korovsky              |                                     |
| 2001 | El sodero de mi vida       | Comedia            | Ernesto Korovsky              |                                     |
| 1999 | Mamitas                    | Telenovela         | Esther Feldman                | Creada por Alejandra Rubio          |
| 1999 | Mi ex                      | Comedia            | Esther Feldman Mario Borovich |                                     |
| 1998 | Desesperadas por el aire   | Comedia            | Esther Feldman Mario Borovich |                                     |
| 1998 | Las chicas de enfrente     | Comedia juvenil    | Esther Feldman                |                                     |
| 1997 | Archivo negro              | Unitario           | Sergio Vainman Gastón Pessacq |                                     |
| 1997 | Hombre de mar              | Telenovela         | Sergio Vainman Gastón Pessacq |                                     |
| 1996 | Sueltos                    | Comedia            | Sergio Vainman Gastón Pessacq |                                     |
| 1996 | Como pan caliente          | Comedia            | Sergio Vainman Gastón Pessacq |                                     |
| 1996 | Montaña rusa, otra vuelta  | Telenovela juvenil | Sergio Vainman Gastón Pessacq |                                     |
| 1995 | Hola papi                  | Comedia            | Sergio Vainman Gastón Pessacq |                                     |
| 1995 | Amigovios                  | Telenovela juvenil | Sergio Vainman Gastón Pessacq |                                     |
| 1994 | Los Machos                 | Unitario           | Sergio Vainman Gastón Pessacq |                                     |
| 1994 | Montaña rusa               | Telenovela juvenil | Sergio Vainman Gastón Pessacq |                                     |
| 1994 | Gerente de familia         | Unitario. Comedia  | Sergio Vainman Gastón Pessacq |                                     |
| 1993 | Zona de riesgo             | Miniserie          | Sergio Vainman Gastón Pessacq | Guion y producción general          |
| 1993 | La banda del Golden Rocket | Unitario. Comedia  | Sergio Vainman                | Guion y producción general          |
| 1992 | Estado civil               | Unitario           | Sergio Vainman                | Guion y producción general          |
| 1991 | Clave de Sol               | Telenovela juvenil | Sergio Vainman                |                                     |
| 1988 | Pocas pulgas               | Telecomedia        | Sergio Vainman                |                                     |
| 1988 | La fiesta                  | Unitario           | Sergio Vainman                | Guion y producción general          |
| 1987 | Paremos la mano            | Humorístico        | Sergio Vainman                | Guion y producción general          |
| 1987 | Buena plata                | Miniserie          | Sergio Vainman                | Guion y producción general          |
| 1987 | Gente como la gente        | Unitario           | Sergio Vainman                | Guion y producción general          |
| 1986 | Amor prohibido             | Telenovela         | Sergio Vainman                |                                     |
| 1986 | Por siempre amigos         | Telenovela         | Sergio Vainman                |                                     |
| 1986 | Mesa de noticias           | Telecomedia        | Sergio Vainman                |                                     |
| 1986 | Juegos prohibidos          | Miniserie          | Sergio Vainman                |                                     |
| 1986 | Entre los tuyos y los míos | Telecomedia        | Sergio Vainman                |                                     |
| 1985 | Rosse                      | Telenovela         | Sergio Vainman                |                                     |
| 1985 | Gente como la gente        | Telecomedia        | Sergio Vainman                |                                     |
| 1985 | Increíblemente sola        | Telenovela         | Sergio Vainman                |                                     |
| 1985 | Lucía Bonelli              | Telenovela         | Sergio Vainman                |                                     |
| 1984 | Yolanda Luján              | Telenovela         | Sergio Vainman                |                                     |
| 1984 | ¿Qué nos pasa, che?        | Unitario           | Sergio Vainman                |                                     |
| 1984 | Dar el alma                | Telenovela         | Sergio Vainman                |                                     |
| 1983 | Las veinticuatro horas     | Unitario           | Sergio Vainman                |                                     |
| 1983 | Los días contados          | Unitario           | Sergio Vainman                |                                     |
| 1983 | Cara a cara                | Telenovela         | Sergio Vainman                |                                     |
| 1983 | Jugarse entero             | Unitario           | Sergio Vainman                |                                     |
| 1983 | Nosotros y los miedos      | Unitario           | Sergio Vainman                |                                     |
| 1981 | El show de Quico           | Infantil           | Sergio Vainman                | Guion y producción general          |
| 1981 | El planeta de Berugo       | Infantil           | Sergio Vainman                | Guion y producción general          |
| 1981 | Mujer visión               | Magacín            | Sergio Vainman                | Guion y producción                  |
| 1980 | Pipo en el aire            | Infantil           | Sergio Vainman                |                                     |
| 1980 | Entre la vereda y el cielo | Telenovela         | Sergio Vainman                |                                     |

## Dramaturgia
| Año  | Obra                                              | Género | Notas |
| ---- | ------------------------------------------------- | ------ | ----- |
| 2002 | Son amores                                        |        |       |
| 1996 | Amigovios                                         |        |       |
| 1995 | Montaña rusa                                      |        |       |
| 1994 | Montaña rusa                                      |        |       |
| 1993 | La banda del Golden Rocket                        |        |       |
| 1992 | La banda del Golden Rocket                        |        |       |
| 1991 | La banda del Golden Rocket                        |        |       |
| 1990 | Fantasma party                                    |        |       |
| 1989 | Locuras en la radio                               |        |       |
| 1987 | Gente como la gente                               |        |       |
| 1983 | No tengas miedo de abrir la puerta                |        |       |
| 1979 | Con sabor a gelatina                              |        |       |
| 1979 | Juguetes en la vereda                             |        |       |
| 1979 | Había una vez Buenos Aires...                     |        |       |
| 1976 | El circo viene llegando                           |        |       |
| 1976 | Chirimbolos y cositas                             |        |       |
| 1976 | Clementina la pingüina, de repente entre la gente |        |       |
| 1976 | Fin de raza                                       |        |       |
| 1975 | Tiempo de bronca y barrilete                      |        |       |
| 1975 | La gran cachetada                                 |        |       |
| 1975 | El hombrecito que quería volar                    |        |       |
| 1972 | La casa del mago Shang-Li                         |        |       |

## Premios
- 2019. Personalidad destacada de la Cultura de la Ciudad Autónoma de Buenos Aires. Distinción otorgada por la Legislatura de la Ciudad.[32]
- 2013. Premio Nuevas miradas al mejor guion por Historia clínica.[33]
- 2012. Premio Argentores al mejor unitario por Historia clínica.[34]
- 2009. Distinción en los Premios Argentores.[35]
- 2004. Distinción en los Premios Argentores.[36]
- 2002. Premio Argentores por El sodero de mi vida.[37]
- 2002. Premio Martín Fierro por El sodero de mi vida.[37]
- 2002. Premio INTE a la telecomedia del año por El sodero de mi vida.[38]
- 2001. Premios Konex. Diploma al mérito en el rubro «guion de cine y televisión», conjuntamente con Sergio Vainman.
- 1996. Premio Midia (España) al mejor programa infantil por Amigovios.[37]
- 1994. Premio Prensario.[37]
- 1993/94. Premio Martín Fierro como mejor autor y/o libretista por Estado Civil y Zona de Riesgo.[37]
- Premio Argentores a la mejor obra anual (1981/ 1985/ 1994/ 1996).[37]
- 1976. Mención Argentores a la mejor comedia.[37]